# Black-dead-arm

Le black dead arm ou BDA ou bras mort noir est une maladie de la vigne identifiée en 1999 en Hongrie suite à l'observations de chancres de couleur sombre dans le bois de vigne. Aujourd'hui, ces lésions ont été signalées dans toutes les zones viticoles mondiales et s'appellent désormais "chancres ou dépérissements à Botryosphaeria" .

## Agents de la maladie
Les dépérissements à Botryosphaeria résultent d'une infection de plusieurs champignons dont le rôle est encore mal connu en 2010. 'Botryosphaeria obtusa', le plus fréquemment isolé en France mais aussi 'Botryosphaeria parva' ainsi qu'un troisième champignon, le 'Botryosphaeria stevensii' sont probablement concernés . L'infection se ferait par voie aérienne durant la période végétative sur les plaies de taille anciennes à partir des bois morts laissés en place. La contamination des greffons, porte-greffes et greffés-soudés en pépinière est supposée.

## Symptômes et effets
Les dépérissements à Botryosphaeria ne présentent pas de symptômes sur feuille semblables à ceux de l'esca. Les seuls symptômes foliaires associés sont ceux qui confèrent un aspect chétif aux ceps de vigne (chlorose, nanisme). À terme, la maladie évolue vers la mort du cep.

## Moyens de lutte
Pour le moment, la lutte contre les dépérissements à botryopshaeria est semblable à celle de l'eutypiose ou l'esca.

## Sources